# Neotoma floridana smalli
Chuột rừng Key Largo (Danh pháp khoa học: Neotoma floridana smalli) là một phân loài của loài chuột rừng Florida (Neotoma floridana), chúng là một con chuột cỡ trung bình được tìm thấy ở khu vực phía Bắc của Key Largo, Florida, ở Hoa Kỳ. Nó hiện đang nằm trong danh sách các loài nguy cấp. Chỉ có 6500 cá thể được cho là vẫn còn ở Bắc Key Largo vào cuối những năm 1980.

## Đặc điểm
Con chuột tăng trưởng lên đến 260 gram, chúng ăn trái cây, ăn lá và chồi. Nó có một cái lưng màu xám nâu và bụng trắng cả ở ngực và cổ họng, và một cái đuôi lông. Chuôt rừng Key Largo tương tự như Neotoma floridana floridana và không thể phân biệt được với kích cỡ hay giải phẫu bên ngoài. Nó khác với hình thù với lỗ hổng trên mái của van tim, lỗ hổng phía sau vòm miệng), hẹp hơn và ngắn hơn ở N. f. floridana.
Các thông số kích thước của chúng là trung bình, con đực lớn hơn một chút so với con cái. Một con trưởng thành, chiều dài đuôi là 368 mm (14,5 inch), chiều dài đuôi 167 mm (6,6 inch), chiều dài chân sau 37 mm (1,5 inch), chiều dài tai 26 mm (1,0 inch), kích thước tinh hoàn mm × 8,5 mm (0,55 in × 0,33 in), và khối lượng là 207 g (7.3 oz).

## Sinh cảnh
Con vật được tìm thấy độc nhất ở phía bắc của Key Largo, ít nhất 210 km được từ khu vực sinh sống của loài chuột này. Đây là loài đặc hữu của rừng gỗ nhiệt đới Key Largo, nơi sinh cảnh của nó đã bị thu hẹp một nửa từ năm 1920, và phần còn lại là phân mảnh, cắt xẻ và phát triển. Khu vực này chỉ giữ lại khoảng 850 ha, hầu hết trong số đó nằm trong Vườn Thực vật Key Largo Hammock Dagny Johnson và Khu bảo tồn Động vật Hoang dã Quốc gia Hồ cá sấu.
Chuột rừng Key Largo làm tổ trên cành cây; những tổ này có thể cao như vai của một người đàn ông. Chúng được truyền lại từ thế hệ này sang thế hệ, và một số có thể là hàng thế kỷ. Thói quen xây dựng những cái tổ lớn ("4ft by 6ft homes") của chuột được xem là bằng chứng cho thấy ngay cả động vật hoang dã ở Florida cũng muốn có những ngôi nhà khổng lồ theo như cách nói của một nhà văn.